# Шотландско просвещение
Шотландското просвещение е периодът в Шотландия през XVIII и началото на XIX век, характеризиращ се с изблик на интелектуални и научни постижения.
Към XVIII век Шотландия е обхваната от мрежа от енорийски училища в низините, има 4 университета. Културата на Просвещението се изгражда с внимателно четене на новите книги и почти ежедневни обсъждания и дискусии в читателски клубове и интелектуални центрове като обществото The Select Society и по-късно The Poker club в Единбург, както и в средите на старите университети (Сейнт Андрюс, Абърдийн, Глазгоу и Единбург).
Споделяйки хуманистичния и рационалистичен поглед на европейското Просвещение от същия период, мислителите на шотландското Просвещение твърдят, че е важно постиженията на човешкия разум да се съчетаят с отхвърлянето на всяка власт, която не е разумно оправдана. В Шотландия Просвещението се характеризира с дълбок емпиризъм и практичност, а главните ценности са стремежът към усъвършенстване, към добродетели и практическа полза за индивида и обществото като цяло.
Сред областите, които бързо се развиват, са философията, политическата икономия, инженерството, архитектурата, медицината, геологията, археологията, правото, селското стопанство, химията и социологията. Известни имена сред шотландските мислители и учени от този период са Франсис Хътчесън, Дейвид Хюм, Адам Смит, Дугалд Стюарт, Томас Рийд, Робърт Бърнс, Адам Фъргюсън, Джон Плейфеър, Джоузеф Блек и Джеймс Хътън.
Шотландското Просвещение оказва влияние далеч отвъд границите на Шотландия, не само поради уважението, с което се ползват постиженията на отделните учени, но и поради това, че неговите идеи и нагласи са пренесени из цяла Европа и Северна Америка от шотландската диаспора, както и от европейските и американски студенти, които са следвали в Шотландия.

## Предпоставки
Корените на шотландското Просвещение могат да бъдат проследени до седемнадесети век, когато на европейския континент е налице впечатляващо шотландско участие и ангажираност в областта на правото, науката, медицината и икономиката. Шотландското просвещение от осемнадесети и деветнадесети век е естествено развитие на този по-ранен ангажимент и напредък на знанието.
Съюзът с Англия през 1707 г. слага край на шотландския парламент. Парламентаристите, политиците, аристократите и стажантите се преместват в Лондон. Шотландското право обаче остава напълно отделено от английското право, така че съдилищата по гражданско право, адвокатите и юристите остават в Единбург. Седалището и ръководството на Шотландската църква също остават, както и университетите и лечебните заведения. Адвокатите и съдиите, заедно с професорите, интелектуалците, медицинските специалисти, учените и архитектите, създават нов елит от средната класа, който доминира в градска Шотландия и улеснява шотландското Просвещение.

### Икономически растеж
При обединението от 1707 г. Англия има около пет пъти повече население от Шотландия и около 36 пъти повече богатство, но има само два университета срещу четири шотландски (Сейнт Андрюс, Глазгоу, Абърдийн и Единбург). Започва икономическа експанзия, която да затвори тази празнина. Сред дворяните и благородниците контактите с Англия водят до съзнателен опит за подобряване на селското стопанство. Въпреки че някои притежатели на имоти подобряват качеството на живот на своите работници, въвеждането на загражденията води до безработица и принудителни миграции към градовете или в чужбина. Основната промяна в международната търговия е бързото разширяване на Америка като пазар. Търговците от Глазгоу се възползват най-добре от тази нова търговия. Първоначално снабдявайки колониите с промишлени стоки и внасяйки тютюн, те го изнасят във Франция. Търговците, занимаващи се с този доходоносен бизнес, стават много богати. Наричат ги тютюневите лордове, и те доминират в града през по-голямата част от осемнадесети век. Банковото дело също се развива в този период. Банката на Шотландия, основана през 1695 г., е заподозряна в якобитски симпатии и затова през 1727 г. е основана конкурентната Royal Bank of Scotland. Местни банки започват да се създават в градове като Глазгоу и Ейр. Това дава на разположение капитал за бизнес и за подобряването на пътищата и търговията.

### Образователна система
Вдъхновеният от хуманизма акцент върху образованието в Шотландия получава завършек с приемането на Закона за образованието от 1496 г., който задължава всички синове на барони и по-значителни земевладелци да посещават училище (първият закон за задължително образование в света). По-късно мрежата от енорийски училища се разширява като част от проект за протестантско образование през 16 век, а поредица от кралски и парламентарни актове подкрепят неговото развитие и финансиране. Към края на 17 век низините повсеместно са обхванати от енорийски училища, но планинските райони изостават. Една от последиците от образователната система е широко разпространеното убеждение през 19 век, че много „момчета от село“ са успели да се издигнат и да заемат висок пост и че грамотността в Шотландия е много по-висока, отколкото в съседните страни, особено в Англия. Днес историците са разделени по този въпрос. Независимо от действителното нивото на грамотност, е ясно, че много шотландски студенти са придобили форма на визуална грамотност, която им е позволила да организират и запомнят информацията по ефикасен начин.
Към 17 век Шотландия има пет университета. След гражданските войни, Протектората и чистките по време на възстановяването, те се връщат към учебната си програма, която успява да обхване икономиката и науката, предлагайки висококачествено либерално образование на синовете на благородници и дворяни. Във всички се създават или възстановяват катедри по математика. Построени са астрономически обсерватории в Сейнт Андрюс и в колежите в Абърдийн. Робърт Сиббалд (1641 – 1722) е назначен за първи професор по медицина в Единбург и става съосновател на Кралския колеж на лекарите в Единбург през 1681 г. Тези събития помагат на университетите да се превърнат в главни центрове за медицинско образование и да поставят Шотландия начело на новото мислене. В края на века Медицинският университет на Единбургския университет е един от водещите научни центрове в Европа, известен с имената на анатома Александър Монро, химиците Уилям Кълън и Джоузеф Блек и естествоизпитателя Джон Уокър. През 18 век достъпът до шотландските университети вероятно е бил по-отворен, отколкото в съвременна Англия, Германия или Франция. Обучението е по-евтино и студентите имат по-голяма социална представителност.

### Интелектуален климат
Във Франция Просвещението започва в салоните и стига до кулминация с голямата Енциклопедия (1751 – 72), редактирана от Денис Дидро и (до 1759 г.) Жан льо Рон Даламбер (1713 – 84), с участието на стотици водещи интелектуалци като Волтер (1694 – 1778), Русо (1712 – 78) и Монтескьо (1689 – 1755). Продадени са около 25 000 броя от 35-томния комплект, половината от които извън Франция. В шотландския интелектуален живот културата е тясно обвързана с книгите. През 1763 г. в Единбург работят шест печатници и три хартиени фабрики; към 1783 г. има 16 печатници и 12 хартиени предприятия.
Интелектуалният живот се върти около поредица от клубове, основани в Единбург през 1710-те години. Един от първите е Easy Club, чийто съосновател е печатарят Томас Рудиман. Клубовете достигат Глазгоу към 1740-те години. Един от първите и най-важни в града е Клубът за политическа икономия, насочен към създаване на връзки между учените и търговците чийто виден член е Адам Смит. Други клубове в Единбург са The Select Society, сформиран от младия Алан Рамзи, виден художник, и философите Дейвид Хюм и Адам Смит и по-късно, The Poker Club, създаден през 1762 г.
Към 1750 г. големите градове в Шотландия са създали интелектуална среда на взаимно подкрепящи се институции, като университети, читателски клубове, библиотеки, периодични издания, музеи и масонски ложи. Шотландският интелектуален климат е „преобладаващо либерален, калвинистки, нютонов и свързан с идеята за Бог, което изиграва важна роля за по-нататъшното развитие на просвещението“. Неговото „централно постижение е новата способност да разпознава и тълкува социалните модели“.

## Основни интелектуални области

### Емпиризъм и индуктивни разсъждения
Първият голям философ на шотландското Просвещение е Франсис Хътчесън (1694 – 1746), който е професор по морална философия (етика) в Глазгоу от 1729 до 1746 година. Той е важна връзка между идеите на Шафтсбъри и по-късната Шотландска школа на здравия смисъл, развивайки утилитарно и консеквенистично мислене. Под влиянието на Шафтсбъри се намира и Джордж Търнбул (1698 – 1748), който е регент в колежа Маришал, Абърдийн, и публикува новаторски трудове в областта на християнската етика, изкуството и образованието.
Дейвид Хюм (1711 – 76) с труда си Трактат за човешката природа (1738) и Есета, морални и политически (1741) помага да се очертаят рамките на философския емпиризъм и скептицизъм. Той ще окаже голямо влияние върху по-късните фигури на Просвещението, включително Адам Смит, Имануел Кант и Джереми Бентъм. Аргументът на Хюм, че няма ефективни причини, скрити в природата, е подкрепен и разработен от Томас Браун (1778 – 1820), който е наследник на Дугалд Стюарт (1753 – 1828) в Единбург и който ще окаже голямо влияние върху по-късните философи, включително Джон Стюарт Мил.
За разлика от Хюм, Томас Рийд (1710 – 96), ученик на Търнбул, заедно с духовника Джордж Кембъл (1719 – 96) и писателя-моралист Джеймс Бийти (1735 – 1803), формулират т.нар. Шотландска школа на здравия смисъл. Рейд излага своите теории в „Изследване на човешкия ум върху принципите на здравия смисъл (1764). Този подход твърди, че съществуват определени понятия като човешкото съществуване, съществуването на твърдите тела и някои основни морални „първи принципи“, които са присъщи на човека и от които трябва да бъдат изведени всички последващи аргументи и морални системи. Той може да се разглежда като опит за съгласуване на новите научни разработки на Просвещението с религиозната вяра.

### Икономика
Адам Смит разработва и публикува Богатството на народите, отправна точка на съвременната икономика. Тази студия, което оказва непосредствено въздействие върху британската икономическа политика, продължава да фигурира в дискусиите за глобализацията и митата. Книгата посочва земята, труда и капитала като трите фактора на производството и основни източници на богатството на нацията, за разлика от физиократичната идея, че само земеделието е продуктивно. Смит обсъжда потенциалните ползи от специализацията чрез разделение на труда, включително увеличена производителност на труда и печалби от търговия, независимо дали разделението е между града и селото или между страните. Неговата „теорема“, че „разделението на труда е ограничено от обхвата на пазара“ е описано като „ядро на теория за функциите на фирмата и индустрията“ и „основен принцип на икономическа организация“. В изложение, което включва „един от най-известните пасажи в икономиката“ Смит пише как всеки индивид може да се опита да използва всеки наличен капитал в своя полза, а не в полза на обществото, и то с цел печалба, която е необходима до известна степен за оборота на капитала в местната промишленост и има позитивна връзка със стойността на продукцията. Икономистите свързват концепцията на Смит за невидимата ръка със загрижеността му за обикновените хора чрез икономически растеж и развитие позволяващи по-високи нива на потребление, които Смит описва като „единствената цел на цялото производство“.

### Социология и антропология
Мислителите на шотландското Просвещение развиват т.нар. „наука за човека“ (Science of man) с представители като Джеймс Бърнет (лорд Монбодо), Адам Фъргюсън и др. които съчетават научния подход към изучаването на човешкото поведение в древните и примитивни култури с осъзнаването на съвременните движещи сили. Хю Блеър използва в своите проповеди съвременни понятия от антропологията а според някои автори съвременната социология се е родила в Шотландия. Лорд Монбодо днес е най-известен като един от основателите на съвременното сравнително езикознание. Той е първата известна личност, която твърди, че лингвистичните способности на човека еволюират според промените в околната и социалната среда. Заедно с други учени той е сред първите, развили концепцията за еволюцията и по такъв начин предшествали идеята за естествен отбор, развита в научна теория от Чарлз Дарвин и Алфред Уолъс.

### Математика, наука и медицина
Един от основните стълбове на шотландското Просвещение е научното и медицинското познание. Много от ключовите фигури са получили медицинско образование или в някакъв момент от кариерата си са изучавали наука и медицина. Наблюдават се мнозина лекари, аптекари, хирурзи и дори свещеници, запознати с медицината, които живеят в провинциални условия. За разлика от Англия или други европейски страни като Франция или Австрия, представителите на шотландската интелигенция не се нуждаят от помощта на аристократични покровители и това ги кара да гледат на науката през очите на ползата, усъвършенстването и реформата.
На 19-годишна възраст Колин Маклорен (1698 – 1746) е назначен за завеждащ катедрата по математика в колежа в Маришал и става водещ британски математик от своята епоха. Математикът и физик сър Джон Лесли (1766 – 1832) е известен главно с експериментите си с топлина и е първият човек, който създава изкуствен лед.
Други важни фигури в науката са Уилям Кълън (1710 – 90), лекар и химик, Джеймс Андерсън (1739 – 1808), агроном. Джоузеф Блек (1728 – 99), физик и химик, открива въглеродния диоксид (втвърден въздух) и латентна топлина, става основател на термохимията и развива форма на запис, която мнозина смятат за първите химически формули.
Джеймс Хътън (1726 – 97) е първият съвременен геолог, като неговата Теория на Земята (Theory of the Earth) (1795) оспорва съществуващите идеи за възрастта на Земята. Неговите идеи популяризира ученият и математик Джон Плейфеър (1748 – 1819). Преди Джеймс Хътън, достопочтеният Дейвид Юре, енорийски свещеник, първи прави илюстрации на фосили в опити да изследва геологията на южна Шотландия. Неговите находки дават тласък на развитието на естествознанието и изучаването на вкаменелостите.

## Значение
Широкомащабното въздействие на шотландското просвещение намира израз с издаването на Енциклопедия Британика, публикувана в Единбург от Колин Макфаркуар, Андрю Бел и други. Първото издание излиза в три тома между 1768 и 1771, с 2659 страници и 160 гравюри, и бързо се превръща в стандартен справочик в англоговорещия свят. Четвъртото издание (1810) достига 16 000 страници в 20 тома. Енциклопедията продължава да се публикува в Единбург до 1898 г., когато е продадена на американски издател.

### Културно влияние
Шотландското просвещение има многобройни културни влияния в няколко области, включително архитектура, изкуство и музика.
Шотландци са някои от най-значимите архитекти от този период, станали част от интелектуалната култура на Просвещението. Робърт Адам (1728 – 92) е архитект и интериорен дизайнер, а братята му развиват стила Адам оказал влияние върху развитието на архитектурата във Великобритания, Западна Европа, Северна Америка и Русия. Основният съперник на Адам е Уилям Чембърс, друг шотландец, но роден в Швеция Чембърс е назначен за архитектурен учител на Принца на Уелс, по-късно крал Джордж III, а през 1766 г. заедно с Робърт Адам, като кралски архитект.
Художниците включват Джон Александър и по-младия му съвременник Уилям Мосман (1700 – 71), нарисували портрети на много от дейците на Просвещението в Единбург. Водещият шотландски художник от края на 18 век, Алан Рамзи, учи в Швеция, Лондон и Италия, след което се установява в Единбург. Там се утвърждава като водещ портретист на шотландските благородници и прави портрети на много от основните фигури на шотландското Просвещение, включително на своя приятел философ Дейвид Хюм и гостуващият му Жан-Жак Русо. Гавин Хамилтън (1723 – 98) прекарва почти цялата си кариера в Италия и се превръща в пионер на неокласическия стил, като претворява исторически и митични теми, включително сцени от Илиада. Той става известен и като неформален учител на британските художници и като ранен археолог и антиквар Много от неговите творби могат да се разглеждат като интерпретации на идеите на Просвещението за произхода на обществото и политиката, включително Смъртта на Лукреция (1768), събитие, за което се смята, че оказва решаващо значение за раждането на Римската република. Неговият класицизъм оказва голямо влияние върху френския художник Жак-Луи Давид (1748 – 1825)

### Удължено въздействие
Макар краят на периода традиционна да приключва към края на 18 век, непропорционално големи шотландски приноси в науката и културата на Великобритания се наблюдават и през следващите 50 и повече години благодарение на имена като Томас Карлайл, Джеймс Уат, Уилям Мърдок, Джеймс Кларк Максуел, Уилям Томсън (лорд Келвин) и сър Уолтър Скот. Влиянието на тези мислители се разпространява из Британската империя, а политическите идеи на Просвещението оказват влияние върху бащите-основатели на САЩ, които се откъсват от империята през 1775.